# Smagliczka kielichowata
Smagliczka kielichowata (Alyssum alyssoides L.) – gatunek rośliny z rodziny kapustowatych. Występuje w Europie, Azji i północno-zachodniej Afryce, poza tym rozprzestrzeniony na inne kontynenty przez człowieka. W Polsce gatunek rozpowszechniony, na północy kraju ma status archeofitu. 
Jakub Mowszowicz zaproponował alternatywną nazwę dla gatunku – smagliczka krótkodziobowa, która jednak nie weszła do użycia.

## Rozmieszczenie geograficzne
Rodzimy obszar występowania to środkowa i południowa Europa, zachodnia i środkowa Azja oraz Maroko w północno-zachodniej Afryce. Jako gatunek introdukowany rośnie w północnej Europie, na Dalekim Wschodzie, w Nowej Zelandii i strefach umiarkowanych obu kontynentów amerykańskich.
W Polsce gatunek jest rozpowszechniony. Pospolity jest w pasie wyżyn, na Przedgórzu Sudeckim i w rejonie Doliny Dolnej Wisły; rzadszy z kolei w województwie łódzkim, podlaskim i podkarpackim. W górach sięga po regiel dolny.

## Morfologia

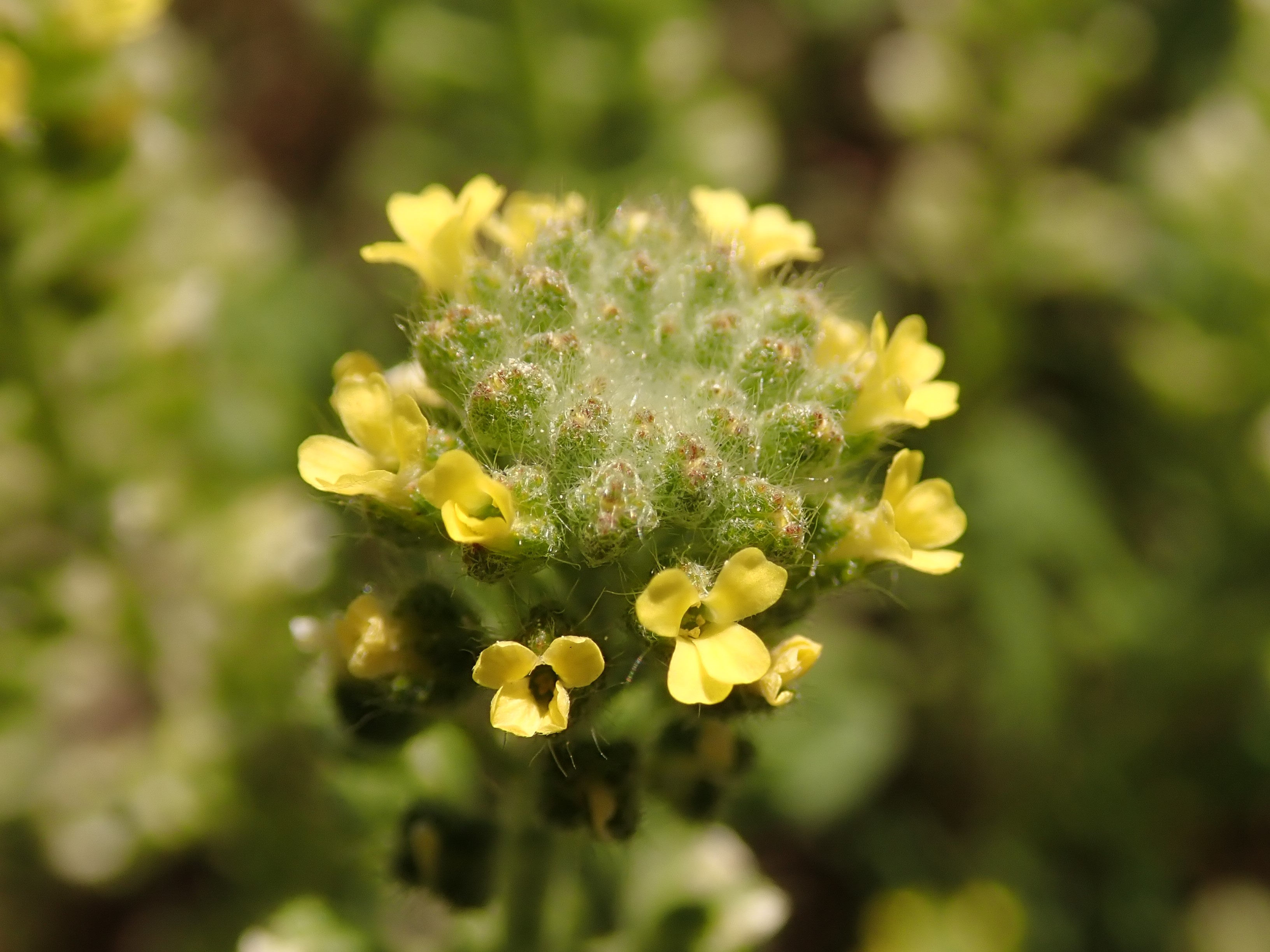
Kwiaty

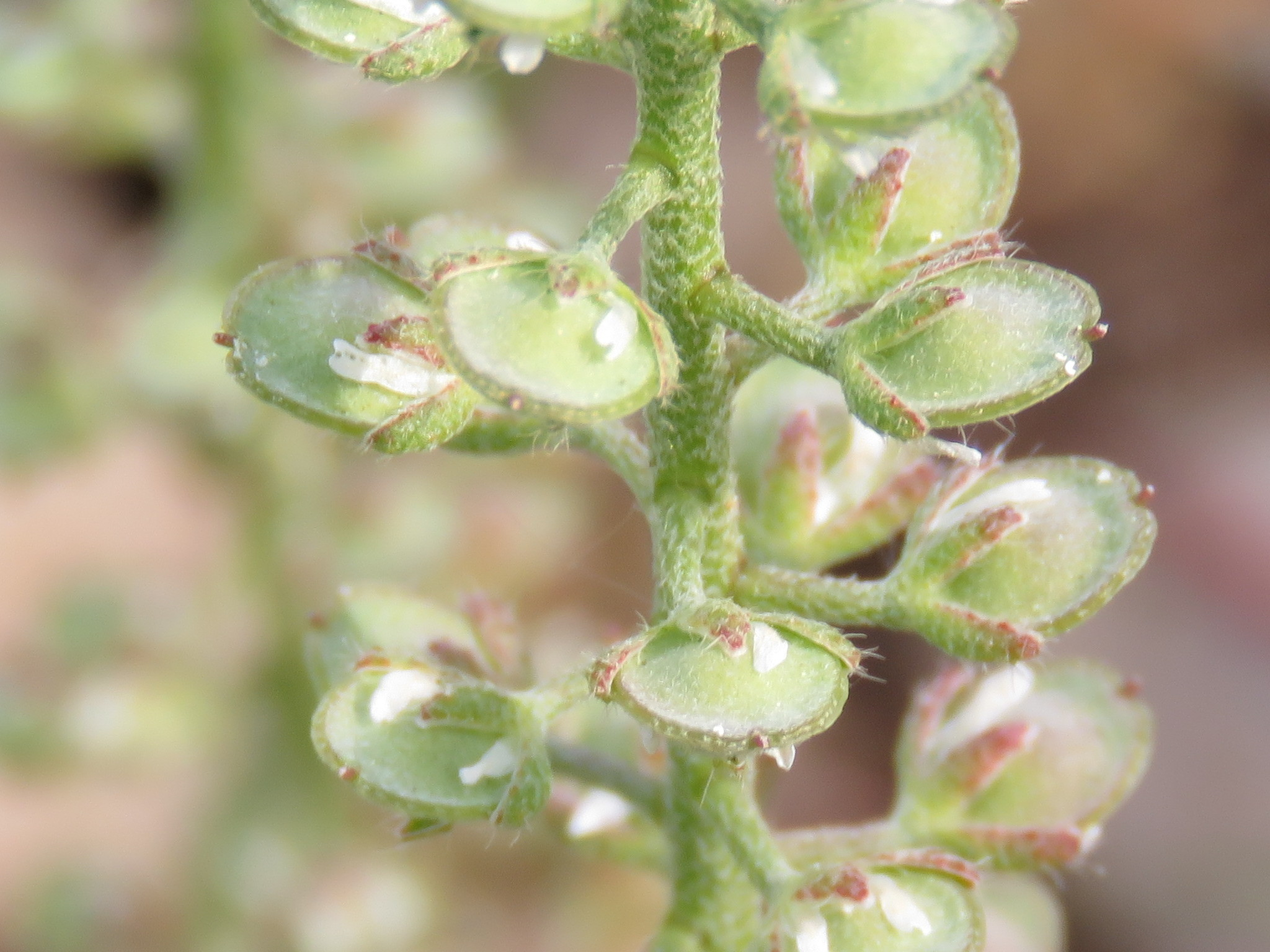
Owoce

PokrójRoślina zielna o cienkim i długim korzeniu. Łodyga prosto wzniesiona i pojedyncza lub rozgałęziona (czasem bardzo mocno) u nasady. Odgałęzienia pędu u nasady poziomo rozpostarte i dalej łukowato wzniesione. Roślina osiąga od kilku do 30 cm wysokości. Cała roślina szaro gwiazdkowato owłosiona.
LiścieWąskolancetowate, całobrzegie, u nasady zwężone w ogonek, na szczycie zaostrzone. Szaro owłosione.
KwiatyZebrane w szczytowe, gęste grona. Osadzone są na szypułkach osiągających do ok. 2 mm długości. Działki kielicha mają do ok. 3 mm długości i są trwałe – nie odpadają po przekwitnieniu. Płatki korony mają podobną do działek długość, początkowo są bladożółte, z czasem bieleją. Także zachowują się do czasu owocowania.
OwoceKoliste (soczewkowate), szaro owłosione łuszczynki o średnicy 3–4 mm, osadzone na szypułkach wydłużających się do 5 mm w czasie owocowania. Na szczycie z cienką szyjką osiągającą do 0,5 mm długości. Nasiona są zielonoszare do żółtobrunatnych, spłaszczone, jajowate, gładkie, o długości do 1,5 mm, wąsko oskrzydlone.
Gatunek podobnyWśród występujących w Polsce smagliczek także owłosione łuszczynki ma tylko smagliczka pagórkowa A. montanum. Ma ona większe płatki (o długości 4–6 mm), nie bielejące w czasie kwitnienia. Działki u tego gatunku odpadają po kwitnieniu. Łuszczynki rozwijają się na dłuższych szypułkach (5–8 mm) i zakończone są wyraźnie dłuższą szyjką (2,5 mm).

## Biologia i ekologia
Roślina jednoroczna (jara i ozima) lub rzadko bylina i wówczas hemikryptofit. Kwitnie od kwietnia do czerwca i czasem powtórnie we wrześniu. 
Rośnie w miejscach suchych, piaszczystych i kamienistych. Preferuje gleby zawierające węglan wapnia i zasobne w związki azotu. Występuje na polach, nasypach kolejowych i przydrożach, murach i w murawach na zboczach.